# Ferdinand Ohrt
Ferdinand Christian Peter Ohrt (født 17. november 1873 på Sandbjerg, død 5. december 1938 i København) var en dansk folklorist.
Ohrt studerede folklore ved Universitetet i København. I 1907 offentliggjorde han en kortfattet dansk version af Kalevala (ca. 10 000 vers), og i 1908 en antologi over finsk folkedigtning og værk om situationen på forskningsområdet. Han er ellers bedst kendt for sine bøger om magi og trolddom.